# 국제낙농연맹
국제낙농연맹 또는IDF(International Dairy Federation)은 1903년 발족하여 2019년 현재 50개국이 회원으로 활동하고 있는 낙농 분야의 유일한 민간 국제기구이다.
IDF의 50개 회원국의 원유 생산량은 세계 원유 생산량의 75%를 차지하며, FAO(1957), CodexCODEX(1961), OIE(2003) 등 국제기구의 공식 협력 기구로서 세계의 낙농을 보호하고, 이익을 대변하는 역할을 하고 있다.

## 주요 기능
IDF는 Codex, ISO 등에서 낙농과 관련한 각종 국제 규격 제·개정시 참여함으로써 세계 낙농을 대표하여 낙농 분야 규격을 실질적으로 입안하는 역할을 하고 있다. 또한, FAO, OIE 등과 함께 환경·건강 위생 관련 현안에도 공동으로 대처하고 있다.
IDF의 또 다른 주요 기능은 전 세계 회원국에 소속되어 있는 1200여 명의 낙농 분야 전문가 네트워크를 활용하여 낙농 과학, 기술 위생 분야에 대한 조사·연구를 통해 낙농 관련 보고서를 발간하는 것이다.

## 조직 구성
- 총회: 각 회원국 대표가 참여하는 최고 의결 기구로 각국 낙농 분야 정부 및 민간 대표 중에서 선출한다.
- 이사회: 조직 운영에 관한 세부 의결 기구로 정책 방향 결정 및 의결하고, 정회원국의 이해를 대변한다.
- 과학 조정 위원회: 분과별 위원회 활동 조정 및 자문을 한다.
- 분과별 위원회: 17개 상임 분과를 구성·운영하며, IDF 사업의 핵심으로 정책, 위생, 목장 경영, 식품 표준, 유성분, 환경 분야 등에 1,200여 명의 세계 낙농 전문가가 참여한다.
- 본부: 벨기에 브뤼셀에 소재로 사업 계획 및 전략 지원과 일반 행정 사무, 각종 정보 제공 및 출판, 행사, 회의를 추진한다.
- 국가 위원회: 각 회원국은 자국 내에 국가 위원회(National Committee) 설치하여 IDF 본부와 회원국의 낙농 분야를 연결하는 교량 역할을 수행한다.

## 분야별 주요 업무
IDF가 중점적으로 참여 또는 추진하고 있는 분야는 낙농 관련 국제 기준 마련, 영양 건강, 지속 가능성, 품질·안전 이렇게 네 가지다. 이의 원활한 추진을 위해 IDF는 전 세계 1,200여 명의 전문가 네트워크를 활용하여 17개의 상임 분과 위원회와 한시적 TF를 운영하고 있으며, 이를 통한 관련 분야에 대한 조사·연구를 통해 현안 대응 능력을 강화하고 있다.
- (국제 기준·규격) IDF는 국제 표준화 기구인 CODEX, ISO 등이 식품 규격, 위생 안전, 교역, 분석 & 샘플링 방법 등 국제 규격을 입안하는데  세계 낙농을 대표해서 참여하고 있다. IDF는 국제 규격이 과학적 근거에 기반하여 입안․개정되어 낙농 부문의 규제 환경을 지속적으로 개선해 나가도록 함으로써 유제품 소비 확대, 무역 활성화 등을 통해 세계 낙농 산업이 발전하는 데 기여하고 있다. 이를 위해 IDF는 이들 기구과 유기적인 협력 관계를 유지함은 물론, 관련 내용을 다루는 상시 분과 위원회와 TF를 운영하고 있다.
- (영양 건강) IDF는 늘어나고 있는 전 세계 국민에게 필수 영양분을  공급하고, 안전하고 영양이 풍부한 식단을 통해 인류의 건강과 복지를 향상시키는 데에 유제품이 기여할 수 있도록 노력하고 있다. 이를 위해 IDF는 인간의 영양 건강, 특히 우유 및 유제품 소비에 영향을 미치는 영양학적 관점을 고찰하고, 유제품의 영양상의 이점 및 질병과의 관계, 유제품을 포함한 위험 요소가 적으면서 영양학적으로 균형 잡힌 식단 등에 관해 과학적인 사실에 기반한 조사․연구가 이루어질 수 있도록 상시 분과 위원회 및 TF를 운영하고 있다.
- (지속 가능성) IDF는 낙농 부문이 산업 활동 전 과정을 통해 건강한 젖소로부터 안전하고 영양이 풍부한 우유와 유제품을 생산해서 안정적으로 공급하고, 자연환경을 유지·보전함은 물론, 관련 종사자들의 생계유지 및 사회·경제적 역할을 다함으로써 궁극적으로 인류의 번영과 복지에 기여할 수 있는 산업으로 거듭날 수 있도록 노력하고 있다. 이를 위해 IDF는 전체적이고 거시적인 관점에서 접근하고 있으며, 주요 활동은 다음 3개 분야이다. 즉, 우유 공급망에서의 지속 가능성 확대, 국제 표준화 기구의 낙농 지속 가능성 기준 마련과 관련하여 과학적 근거에 기반한 가이드라인 제시, 낙농 산업의 환경·경제·사회 분야에서의 지속 가능성 확대가 그것이다. IDF는 이를 위해 모든 분과 위원회 및 TF가 지속 가능성 분야를 감안하여 업무를 추진하도록 하고 있다.
- (품질·안전) IDF는 우유와 유제품의 안전과 품질을 강화하기 위해 전 유제품 공급망에서 투명성과 완결성을 확보하기 위해 노력하고 있다. 이를 위해 IDF는 과학적 근거에 기반하여 모든 공정이 이루어질 수 있도록 하고, CODEX, ISO 등 국제 표준화 기구에 유제품 안전, 품질 및 리스크 관리와 관련하여 과학에 기반한 가이드라인 개발하여 제공하기 위한 업무를 추진하고 있다. 품질․안전과 관련한 IDF의 주요 관심 및 연구 분야는 다음과 같다. 리스크 평가 및 관리와 관련해서는 Risk-based assessment and management(위험에 근거한 평가 및 관리), Food additives(식품 첨가물), Mycotoxins(곰팡이 독) 등이 있고, 동물 약품 잔류물과 관련해서는 Semicarbazide(세미카자바이드), Antimicrobial Residues(항균 잔류 물질) 등이 있다. 병원균 관련해서는 Listeria(리스테리아), Mycobacterium(미코박에리움, MAP), Toxin-producing E.coli 등이 있고, 식품 보존 관련해서는 Fermentation(발효), Lactoperoxidase system 등이 있다. 항생제 내성 관련해서는 Antimicrobial resistance(항생제 내성)와 Antimicrobial residues(항생제 잔류 물질) 등이 있다.